# Pandémie de Covid-19 au Brunei
- aucun cas confirmé
- 1–9 cas confirmés
- 10–99 cas confirmés
- 100–499 cas confirmés

La pandémie de Covid-19 au Brunei se propage à partir du 9 mars 2020, lorsque son premier cas est confirmé à Tutong,. De nombreux cas précoces ont été liés à la mosquée Jamek Sri Petaling (en) à Kuala Lumpur, qui a organisé un grand événement Tablighi Jamaat ijtema fin février 2020. Sur les 50 premiers cas du Brunei, 45 étaient liés à la mosquée Jamek. La pandémie s'est propagée à tous les districts de Brunei (en), sauf dans l'exclave de Temburong.

## Contexte
Le 12 janvier 2020, l'Organisation mondiale de la santé (OMS) a confirmé qu'un nouveau coronavirus était à l'origine d'une maladie respiratoire chez un groupe de personnes de la ville de Wuhan, dans la province du Hubei, en Chine, qui a été signalée à l'OMS le 31 décembre 2019,. Le taux de létalité lié au Covid-19 a été beaucoup plus faible que le SRAS de 2003,, mais la transmission a été significativement plus élevée, avec un nombre total de morts important.

## Chronologie
Le 9 mars 2020, le ministère de la santé (en) a confirmé que les tests préliminaires de coronavirus étaient revenus positifs pour un homme de 53 ans qui était revenu d'un tabligh (rassemblement religieux musulman) à Kuala Lumpur, en Malaisie, le 3 mars,. Le patient a commencé à ressentir des symptômes le 7 mars et a finalement été transféré au Centre national d'isolement de Tutong pour y être soigné. Le ministère a assuré le suivi avec les trois amis avec lesquels il avait voyagé et avec les membres de la famille du patient. 
Le 10 mars, le ministère de la Santé a signalé cinq autres cas de coronavirus, ce qui porte le total à six. Ces cinq personnes étaient des contacts étroits du premier cas et ont été isolées pour un traitement au Centre national d'isolement de Tutong,,. 
Le 11 mars, le ministère de la Santé a signalé cinq nouveaux cas, ce qui porte le nombre total à 11. Trois de ces personnes avaient assisté au tabligh à Kuala Lumpur le 3 mars. 
Le 12 mars, le ministère de la Santé a confirmé 14 nouveaux cas, ce qui porte le nombre total à 25. Dix de ces cas étaient liés au même rassemblement de missionnaires islamiques à Kuala Lumpur auquel le premier patient confirmé avait assisté. Trois des cas étaient des contacts étroits des patients confirmés tandis que le dernier était un homme de 64 ans qui s'était rendu à Kuala Lumpur et au Cambodge. 
Le 14 mars, le ministère de la Santé a signalé que Brunei avait un total de 40 cas de coronavirus. 
Le 15 mars, le Brunei a confirmé 10 nouveaux cas, ce qui porte le nombre total à 50,. 
Le 22 mars, le Brunei a confirmé 88 cas. 
Le 23 mars, le Brunei a confirmé 3 nouveaux cas, ce qui porte le nombre total à 91. 
Le 24 mars, le ministère de la Santé a confirmé 13 nouveaux cas, le plus élevé depuis le premier cas le 9 mars, portant le nombre total à 104. 
Le 25 mars, le Brunei a confirmé 109 cas. 
Le 26 mars, le Brunei a confirmé 114 cas, dont 5 à ce jour. 
Le 27 mars, le Brunei a confirmé 115 cas, dont 11 récupérés à ce jour. Le soir, le premier cas de décès survient. 
Le 6 mai, 1 nouveau cas de Covid-19 a été confirmé, portant le nombre total de cas actifs à 139. 

## Distribution
| Districts (en) | Districts (en) | Confirmé | Rétabli | Décédé | actif |
| -------------- | -------------- | -------- | ------- | ------ | ----- |
| 1              | Brunei-Muara   | 112      | -       | 1      |       |
| 2              | Belait         | 21       | -       | 0      | -     |
| 3              | Tutong         | 6        | -       | 0      |       |
| Total          | Total          | 139      | 131     | 1      | 7     |

## Réactions
Fin janvier, le Brunei a annoncé des restrictions d'entrée pour les personnes en provenance de Chine. Depuis le 1er février, un contrôle de la température a été mis en place à l'entrée du pays. Royal Brunei Airlines a réduit ses vols vers la Chine. 
En réponse à la pandémie de coronavirus, le ministère de l'Éducation (en) a annoncé que la première pause scolaire prévue pour le 16 mars 2020 serait reportée au 11 mars. 
Le 14 mars, le ministère de la Santé du Brunei a ordonné à 638 personnes de se mettre en quarantaine. Le ministère a également intensifié ses efforts pour rechercher des contacts plus étroits de cas positifs. 
Le 15 mars, le gouvernement brunéien a interdit à tous les citoyens et résidents étrangers de partir à cause de la pandémie de coronavirus. Le ministère de la Santé a également interdit les rassemblements de masse, y compris les mariages et les événements sportifs. De plus, l'Association nationale de football du Brunei Darussalam (en), la Tutong District Amateur Football Association League et la Brunei Basketball Association ont suspendu tous les matchs,. 
Le 16 mars, le Ministère des affaires religieuses (en) a annoncé la fermeture d'une semaine de toutes les mosquées du pays, du 17 mars au 23 mars, et les prières du vendredi qui coïncidaient avec cette heure ont été suspendues,. Cependant, les appels de prière adhan ou islamique seraient toujours conduits. Le gouvernement du Bruneian a également annoncé que le pont de Temburong (en) serait ouvert le lendemain, plus tôt que prévu, pour faciliter les déplacements vers l'exclave du district de Temburong après que le gouvernement eut annoncé l'interdiction de voyager à l'étranger. Auparavant, les navetteurs devaient traverser le district malaisien de Limbang ou prendre des services de ferry pour passagers. Lors de son ouverture initiale, le pont a été ouvert de 6 h à 22 h et la circulation n'est autorisée que pour les véhicules immatriculés au Brunei.

## Statistiques

Nombre de cas au Brunei depuis le début de l'épidémie.

Nombre de morts au Brunei depuis le début de l'épidémie.